# San Pedro (Chile)

San Pedro é uma comuna da Província de Melipilla, na Região Metropolitana de Santiago, no Chile. Integra juntamente com as comunas de Alhué, Curacaví, Isla de Maipo, María Pinto, Melipilla, El Monte, Padre Hurtado, Talagante e Peñaflor o Distrito Eleitoral N° 31 e pertence a 7ª Circunscrição Senatorial da XIII Região Metropolitana de Santiago.
A comuna limita-se a: 
- nordeste com Melipilla;
- sudeste com Alhué;
- sul com Litueche e Las Cabras, na Região de O'Higgins;
- oeste com Navidad, na Região de O'Higgins e Santo Domingo, na Região de Valparaíso;
- norte com San Antonio na Região de Valparaíso.